# Bodečnjak mali
Bodečnjak (Scorpaena maderensis) riba je iz porodice bodeljki - Scorpaenidae. Kod nas se još naziva i mali bodečnjak. Ovo je mala riba, veličine do 150 grama (najveći primjerak uhvaćen je imao 14 cm). Boja mu je crvenkastosmeđa s nekoliko tamnijih pojasa po tijelu, ovisno o bojama i obliku dna okoline. Živi na kamenitom terenu, na dubinama, od 20-40 m, gdje je vrstan grabežljivac koji se hrani manjim životinjicama i ribama. Kao i većina riba iz svoje porodice i ova riba ima otrovan ubod, vrlo bolan. Kod nas je najčešći na južnom Jadranu. Iako je jestiva, zbog svoje veličine i velikog broja sitnih drača, nema značajniju ulogu u prehrani.
Ova vrsta živi na istočnom dijelu Atlantika,od Gibraltara do Senegala, te oko otoka u Atlantiku (Madeira, Azori i Kanari) kao i na nekim dijelovima Mediterana.

## Vanjske poveznice
|  | Zajednički poslužitelj ima još gradiva o temi Bodečnjak |
|  | Wikivrste imaju podatke o taksonu Bodečnjak             |